# Mie Hama
Mie Hama (anhörenⓘjap. 浜 美枝; * 20. November 1943 in Tokio) ist eine japanische Schauspielerin, die vor allem durch ihre Rolle als Kissy Suzuki im Film James Bond 007 – Man lebt nur zweimal populär wurde.

## Karriere
Mie Hama wurde vom japanischen Filmproduzenten Tomoyuki Tanaka entdeckt und stieg unter seiner Feder zu einer der meistgefragten Schauspielerinnen in Japan auf. Beachtenswert sind insbesondere ihre Rollen in den Monster-Filmen der Tōhō-Studios wie zum Beispiel King Kong – Frankensteins Sohn (Kingukongu no gyakushū) im Jahr 1967. Ihr attraktives Äußeres brachte sie bald auf etliche Titelseiten und sie wurde in ihrer Heimat oft als japanische Brigitte Bardot bezeichnet.
1966 wurden die USA langsam auf Hama aufmerksam und Woody Allen verpflichtete sie für die Rolle der Teri Yaki in seinem Film What’s Up Tiger Lily? (1966). Ein Jahr später sollte sie dieses Engagement für den Part eines Bond-Girls im Bond-Streifen Man lebt nur zweimal qualifizieren. Der Film verhalf ihr zu enormer Bekanntheit. Damals wurde eine limitierte Auflage von Mie-Hama-Puppen auf den Markt gebracht, die heute mehr als 1300 Euro wert sind. In der Juni-Ausgabe 1967 vom Playboy zeigte sie sich zusammen mit Bond-Kollegin Akiko Wakabayashi und anderen Schauspielerinnen aus Man lebt nur zweimal auf einem Bild mit dem Titel „007’s Oriental Eyefuls“ (deutsch: „007s Orientalische Augenweiden“) unbekleidet. Zu diesem Zeitpunkt hatte sie bereits an 60 Filmen mitgewirkt.
In den 1970er Jahren flachte Hamas Filmkarriere etwas ab. Seitdem ist sie in Japan als Medienfigur präsent und moderierte einige Fernsehshows. Sie ist eine aktive Umweltschützerin.

## Filmografie (Auswahl)
- 1961: Gen to fudōmyō-ō
- 1961: Ankokugai no dankon
- 1962: Die Rückkehr des King Kong (Kingu Kongu tai Gojira)
- 1963: Wakai nakamatachi: Uchira Gion no maikohan
- 1963: Nippon ichi no iro otoko
- 1963: Honkon kurējī sakusen
- 1963: Kurējī sakusen: Kudabare! Musekinin
- 1963: Der Löwe des Gelben Meeres (Daitōzoku)
- 1964: Musekinin yūkyōden
- 1964: Die Frauen sind an allem schuld (Les plus belles escroqueries du monde)
- 1964: International Secret Police: Key of Keys (Kokusai himitsu keisatsu: Kagi no kagi)
- 1965: Nippon ichi no goma suri otoko
- 1966: Musekinin Shimizu Minato
- 1966: Kiganjō no bōken
- 1966: What’s Up Tiger Lily?
- 1967: Kurējī ōgon sakusen
- 1967: Kurējī no Kaitō Jibako
- 1967: King Kong – Frankensteins Sohn (Kingu Kongu no gyakushū)
- 1967: James Bond 007 – Man lebt nur zweimal (You Only Live Twice)
- 1968: Kurējī Mekishiko daisakusen
- 1970: Nippon ichi no warunori otoko